# 186007 Guilleminet
186007 Guilleminet è un asteroide della fascia principale. Scoperto nel 2001, presenta un'orbita caratterizzata da un semiasse maggiore pari a 2,4482501 UA e da un'eccentricità di 0,1881617, inclinata di 0,46932° rispetto all'eclittica.